# Jan Wołoszyn
Jan Józef Maria Wołoszyn (ur. 28 grudnia 1912 w Wiedniu, zm. 1 lutego 2009 w Warszawie) – żołnierz Armii Krajowej, uczestnik akcji „Góral” i powstania warszawskiego, bankowiec, magister nauk ekonomiczno–handlowych, w latach 1971–1983 pierwszy wiceprezes zarządu Banku Handlowego w Warszawie.

## Wczesne lata
Urodzony jako Johann Josef Maria Woloszyn, syn urzędnika Gabinetu w Kancelarii Gabinetu Jego Cesarskiej i Apostolskiej Mości cesarza Austrii Franciszka Józefa I – Jana Wołoszyna i Albertyny z domu Přibyl.
W latach 1918–1923 uczęszczał do Privat–Knaben–Volksschule, Wien IV. Od 1923 do 1925 uczeń Landes–Gymnasium, Wien 5. We wrześniu 1925 roku rozpoczął naukę w Gimnazium Humanistycznym Męskim im. Mikołaja Reja w Warszawie, gdzie zdał maturę w 1931 roku. W 1936 ukończył studia zawodowe w Szkole Głównej Handlowej w Warszawie, gdzie wykonał pracę dyplomową na temat: Przyczyny załamania się bankowości amerykańskiej oraz akcja Roosevelta w dziedzinie bankowej i monetarnej w latach 1933–1934. W maju 1938 roku uzyskał dyplom magistra nauk ekonomiczno–handlowych.

## Druga wojna światowa
Ochotnik we wrześniu 1939 roku, przydzielony do kompanii przy prezydencie m.st. Warszawy Stefanie Starzyńskim. W ZWZ od 1941 roku. Zastępca dowódcy grupy specjalnej na terenie Banku Emisyjnego w Warszawie, pseudonim „Michał II”. Uczestniczył w rozpoznaniu, przygotowaniach i wykonaniu akcji „Góral”.
Podczas powstania warszawskiego walczył w Śródmieściu. Po upadku powstania w obozie przejściowym w Pruszkowie i Sołtysowice. Pod koniec października 1944 roku zwolniony z obozu i skierowany do pracy w oddziale Banku Emisyjnego w Piotrkowie Trybunalskim, gdzie pracował do czasu wyzwolenia w styczniu 1945.

## Kariera zawodowa
1936–1939 Bank Polski w Warszawie, urzędnik Departamentu Zagranicznego
1939–1944 Bank Emisyjny w Warszawie, urzędnik
1945–1948 Narodowy Bank Polski w Warszawie, zastępca naczelnika Wydziału Zagranicznego
1948–1950 Ministerstwo Skarbu, referent w Biurze Radcy Finansowego Ambasady PRL w Waszyngtonie
1950–1953 Narodowy Bank Polski w Warszawie, naczelnik Wydziału Krajów Zamorskich
1953–1956 Ministerstwo Kultury i Sztuki, kierownik Sekcji Planowania Finansowego
1956–1957 Bank Handlowy w Warszawie, naczelnik Wydziału Powiernictwa
1957–1962 Ministerstwo Finansów, attaché finansowy przy Ambasadzie PRL w Waszyngtonie
1962–1983 Bank Handlowy w Warszawie, zastępca naczelnego dyrektora, od 1971 I wiceprezes zarządu
1983–1989 Bank Handlowy, oddelegowany do centrali zarządu Centro Internationale Handelsbank AG Wien

## Ordery i odznaczenia
Polskie
- 1943 - Złoty Krzyż Zasługi z Mieczami
- 1955 - Medal 10-lecia Polski Ludowej[6]
- 1964 - Krzyż Kawalerski Orderu Odrodzenia Polski
- 1967 - Medal Wojska (odznaczony 4-krotnie)
- 1967 - Krzyż Armii Krajowej
- 1973 - Krzyż Oficerski Orderu Odrodzenia Polski
- 1974 - Medal 30-lecia Polski Ludowej
- 1975 - Złota odznaka „Za zasługi dla finansów PRL”
- 1983 - Krzyż Komandorski z Gwiazdą Orderu Odrodzenia Polski
- 1984 - Medal 40-lecia Polski Ludowej
- 1988 - Złoty Medal Opiekuna Miejsc Pamięci Narodowej

Zagraniczne
- 1979 - Gwiazda Orderu Orła Azteckiego, Meksyk
- Wielka Złota Odznaka Honorowa za Zasługi dla Republiki Austrii